# Cindy Hyde-Smith
Pour les articles homonymes, voir Hyde et Smith.
Cindy Hyde-Smith, née le 10 mai 1959 à Brookhaven (États-Unis), est une femme politique américaine. Membre du Parti républicain, elle est sénatrice du Mississippi au Congrès des États-Unis depuis 2018.

## Biographie
Avec son mari Mike Smith, Cindy Hyde-Smith élève des bovins à Brookhaven, dans le sud-ouest du Mississippi. Le couple a une fille, prénommée Anna-Michael.
Le 2 novembre 1999, Hyde-Smith est élue au Sénat du Mississippi sous les couleurs du Parti démocrate. Démocrate conservatrice votant souvent avec les membres du Parti républicain, elle rejoint finalement ce dernier en 2010. Présidente de la commission de l'agriculture, elle est considérée comme un défenseure de l'industrie agroalimentaire. Elle est élue commissaire à l'agriculture de l'État du Mississippi en 2011, devenant la première femme à occuper ce poste. Elle est réélue en 2015.
Le 9 avril 2018, nommée par le gouverneur Phil Bryant, elle succède au Sénat des États-Unis à Thad Cochran, malade. Elle devient la première femme à représenter l'État du Mississippi au Congrès des États-Unis.
Dès son entrée au Sénat, Cindy Hyde-Smith annonce qu'elle est candidate à l’élection partielle de novembre 2018 pour terminer le mandat de Cochran, qui court jusqu'en 2020. Si sa candidature reçoit un accueil froid de plusieurs personnalités républicaines, elle est activement soutenue par le président Donald Trump,. Pendant la campagne, elle tient des propos jugés racistes par ses opposants, déclarant qui si un éleveur de bétail de Tupelo l'« invitait à une pendaison publique », elle « serait au premier rang » (dans un État avec une longue tradition de lynchage des Afro-Américains comme le Mississippi, ces propos sont tendancieux). Elle est élue au second tour face au démocrate Mike Espy, avec 53,9 % des voix, ce qui permet au Parti républicain de porter sa majorité au Sénat à 53 sièges.